# Defne
Defne ist eine Stadtgemeinde (Belediye) im gleichnamigen İlçe der Provinz Hatay in der türkischen Mittelmeerregion, die als untergeordnete Einheit zu der Büyükşehir Belediyesi Hatay (Großstadtgemeinde/Metropolprovinz) gehört. Die Gemeinde und das İlçe Defne und die Großstadtgemeinde Hatay wurden durch das Gesetz Nr. 6360 geschaffen. Die organisatorischen und territorialen Bestimmungen des Gesetzes traten mit der Kommunalwahl in der Türkei 2014 in Kraft. Das Gebiet der Großstadtgemeinde Hatay und das Gebiet der Gemeinde Defne sind mit den korrespondierenden staatlichen Verwaltungssprengeln (Provinz und İlçe) identisch.
Die antike Vorstadt Daphne (heute der Stadtteil Harbiye) diente als Namensgeber.
Durch das Gesetz wurde um vier Mahalle der Stadt Antakya herum das neue İlçe Defne gegründet, diesem der Bucak Harbiye des Zentralbezirks (Merkez İlçe) der Provinz Hatay mit drei Gemeinden und 8 Dörfern (Köy) hinzugefügt und weitere fünf Gemeinden und 7 Dörfer aus dem Zentralbezirk, zumeist aus dem Bucak Hıdırbey. Dazu kamen noch zwei Gemeinden und 8 Dörfer aus dem İlçe Samandağ.
Alle Mahalle, Gemeinden und Dörfer des İlçe wurden als Mahalle der innerhalb des İlçe neu gebildeten gleichnamigen Stadtgemeinde (Belediye) zugeschlagen, die damit mit dem İlçe territorial identisch ist. Jedes dieser 37 Mahalle wird von einem Muhtar als obersten Beamten geleitet.
Durchschnittlich 4.326 Menschen lebten Ende 2020 in jedem davon, der bevölkerungsreichste war Çekmece (35.371), gefolgt von Harbiye (27.042) und Sümerler (11.697 Einw.). 34 Mahalle haben weniger als 10.000 (8.681) Einwohner, der mit der geringsten Einwohnerzahl nur 90 Einwohner.
Durch das schwere Erdbeben vom 6. Februar 2023 kam es im Gebiet von Defne zu großflächigen Zerstörungen.